# Lanesborough (Irland)
Lanesborough (irisch Béal Átha Liag) ist eine Stadt im County Longford in der Mitte Irlands am Shannon. Zusammen mit Ballyleague auf der gegenüberliegenden Shannonseite hatte sie 2022 1733 Einwohner.

## Name
Das irische Béal Átha Liag meint „Mündung der Furt der Steinplatten“. Der englische Ortsname Lanesborough verweist hingegen auf die Lane-Familie, da ein George Lane 1601 an der Schlacht von Kinsale teilgenommen hatte und dafür große Ländereien in der Region erhielt. Der Name des Townlands ist ebenfalls Lanesborough (Béal Átha Liag) mit Aghamore (Achadh Mór), Knock (An Cnoc) und Commons North (An Coimín Thuaidh) als umliegende Townlands.

## Ballyleague
Der Ort liegt über die Brücke westlich des Shannon im County Roscommon und damit in der historischen Provinz Connacht. Bei den Volkszählungen werden aber Lanesborough und Ballyleague als eine Einheit zusammengefasst. Der irische Name sowohl für Lanesborough als auch für Ballyleague ist Béal Átha Liag. Zu Ballyleague gehören die Townlands Ballyleague und westlich davon Ballyclare (Baile an Chláir).

## Geschichte
Seit alters war hier eine Furt über den Shannon, die namensgebend für den Ort wurde. Bereits im 5. Jahrhundert stand hier ein frühchristliches Kloster, das aber bereits im Mittelalter nicht mehr existierte.
Eine erste steinerne Brücke wurde 1706 gebaut. Diese wurde 1847 durch eine neue Brücke ersetzt, die wiederum in den 1970er Jahren umgebaut und restauriert wurde.

## Lage und Transport
Der Shannon weitet sich gleich südlich von Lanesborough zum Lough Ree, der sich erst nach 30 km bei Athlone wieder zum Fluss verengt.
Die nächstgelegenen Bahnhöfe sind in Longford (16 km nordöstlich) und Roscommon (15 km südwestlich).
Die Straße N63 führt durch Lanesborough, ebenso die Regionalstraßen R371 nach Norden und R392 nach Süden.
Die staatliche Busgesellschaft Bus Éireann fährt Lanesborough mit den Linien 425, 467 und 65 (wenn auch nicht sehr häufig) an (Stand April 2021).

## Torfkraftwerk
In Lanesborough befand sich ein mit Torf betriebenes Kraftwerk. Die erste Anlage wurde 1958 gebaut und 1982 abgerissen. Neue Blöcke wurden 1966 und 1983 gebaut. Diese hatten eine Leistung von 85 MW. Sie wurden 2004 durch ein neues, Lough Ree Power Station genanntes Kraftwerk ersetzt. Dieses wurde 2020 stillgelegt, womit die Ära der Torfkraftwerke beendet wurde.